# 中国铁路济南局集团

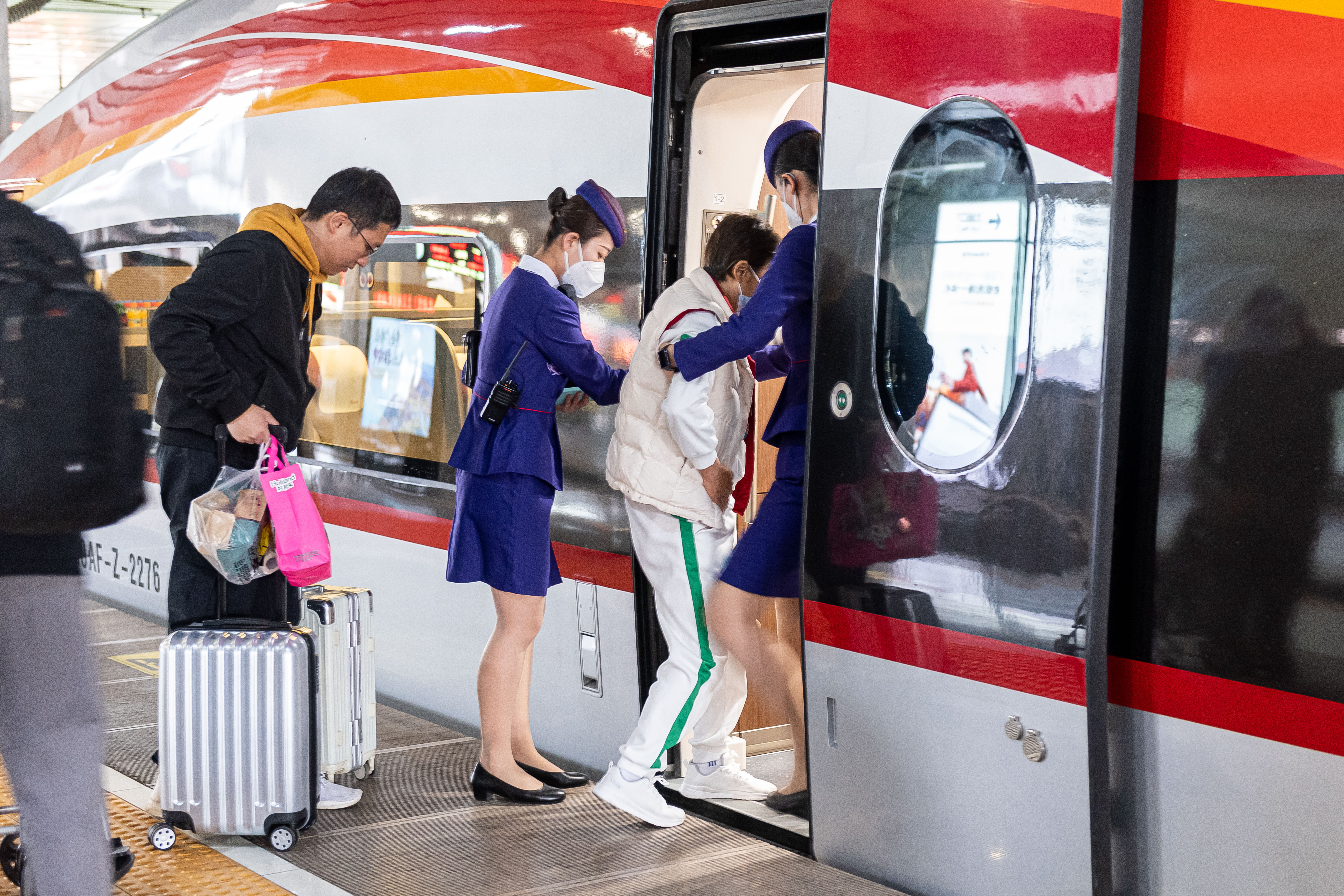
青岛客运段G209次两名列车员在北京南站搀扶一名老年旅客上车

中国铁路济南局集团有限公司，原名济南铁路局，是中国国家铁路集团下属公司。
济南局集团管轄範圍大致為山東省境内及周边的铁路网，包括京滬鐵路和京九鐵路於山東省內一段，以及省内的胶济铁路、胶新铁路、兖石铁路、蓝烟铁路等干线，分别连接青岛、烟台、日照三大港口。濟南局集团管理的线路总延展长度為8283.9公里，复线里程2125.8公里。下轄车站有310个（2007年），其中特等站4个、一等站10个、二等站40个、三等及以下车站241个。

## 沿革

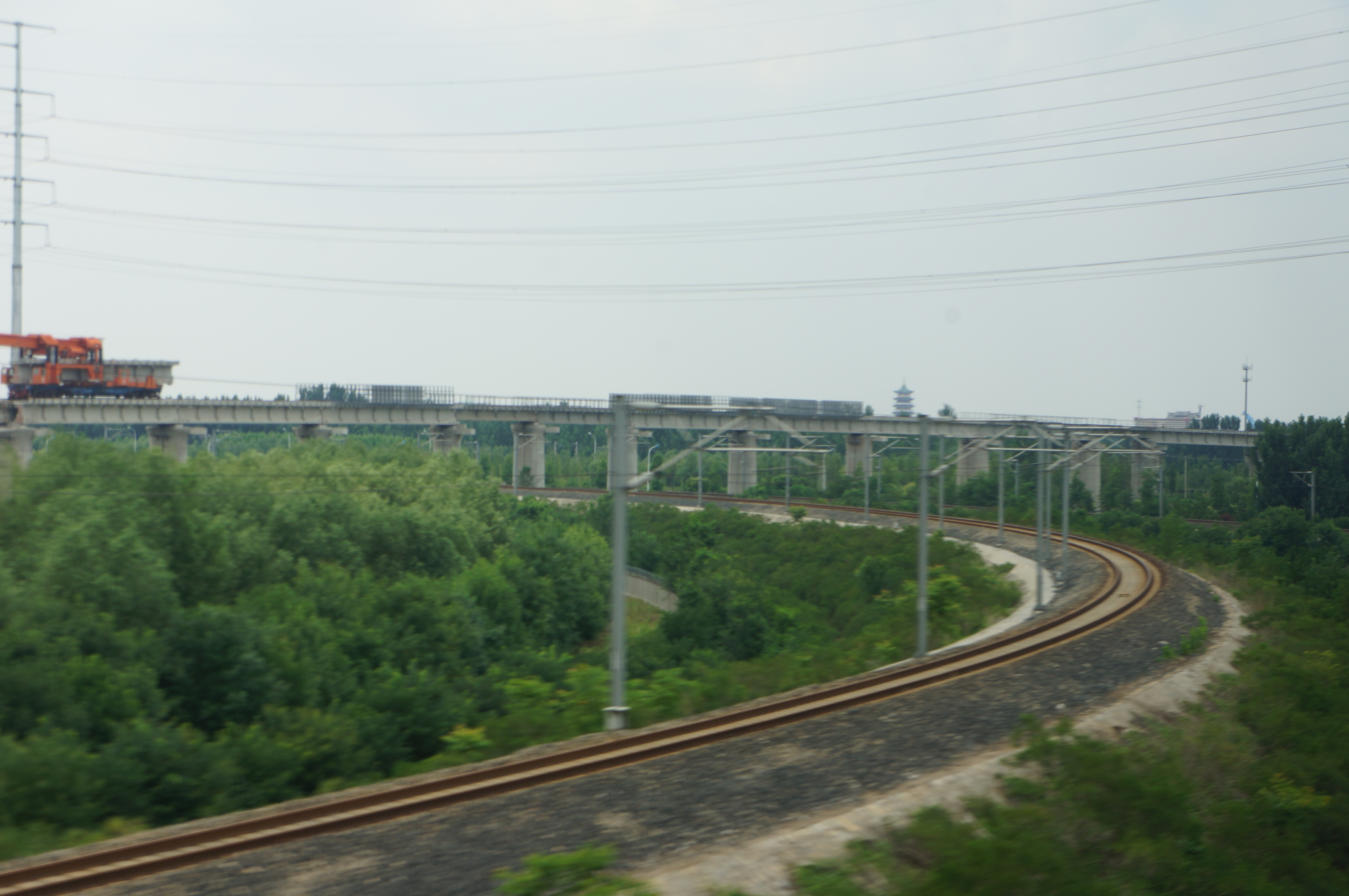
通往济南西动车所的联络线

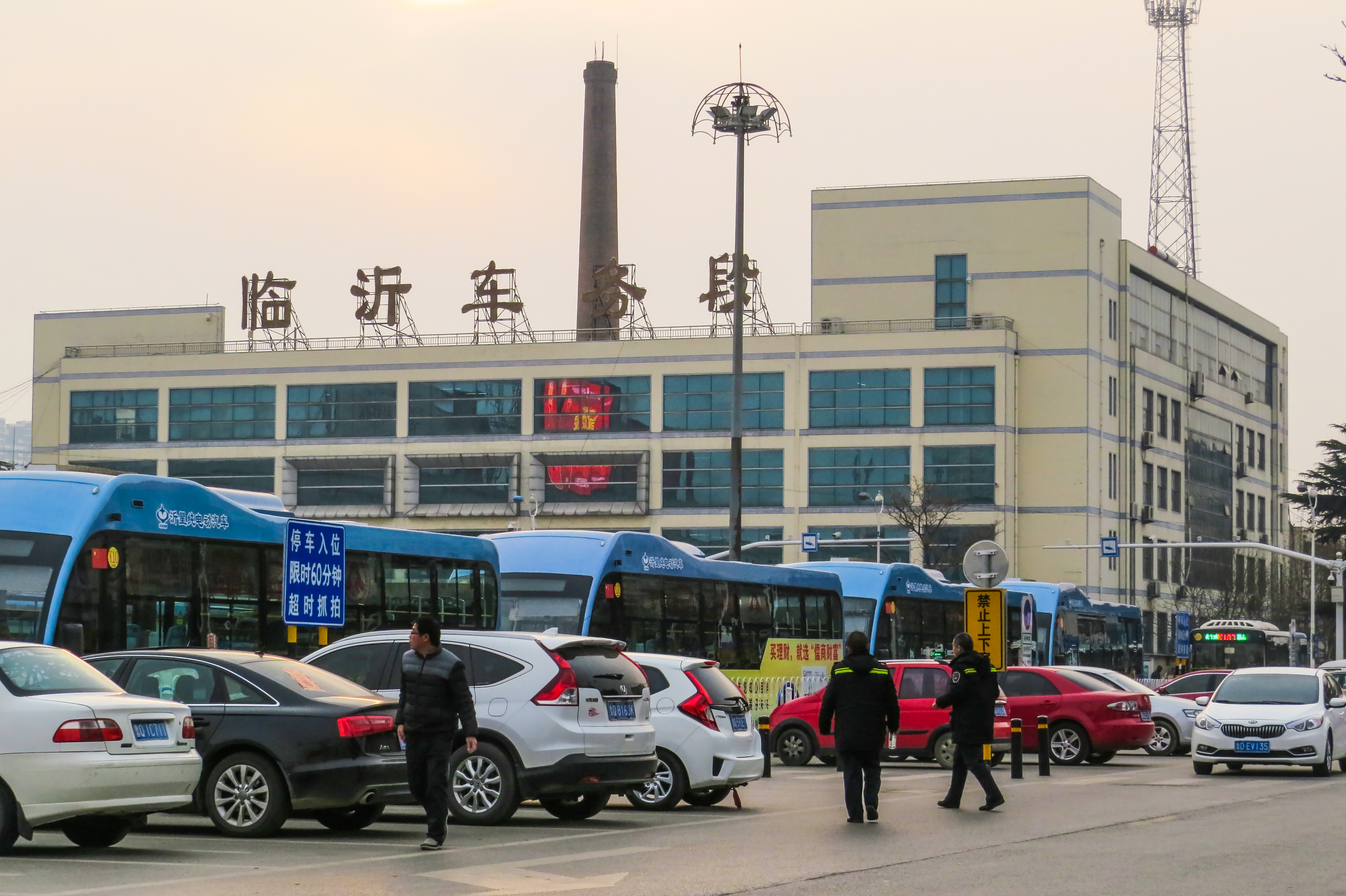
临沂车务段机关

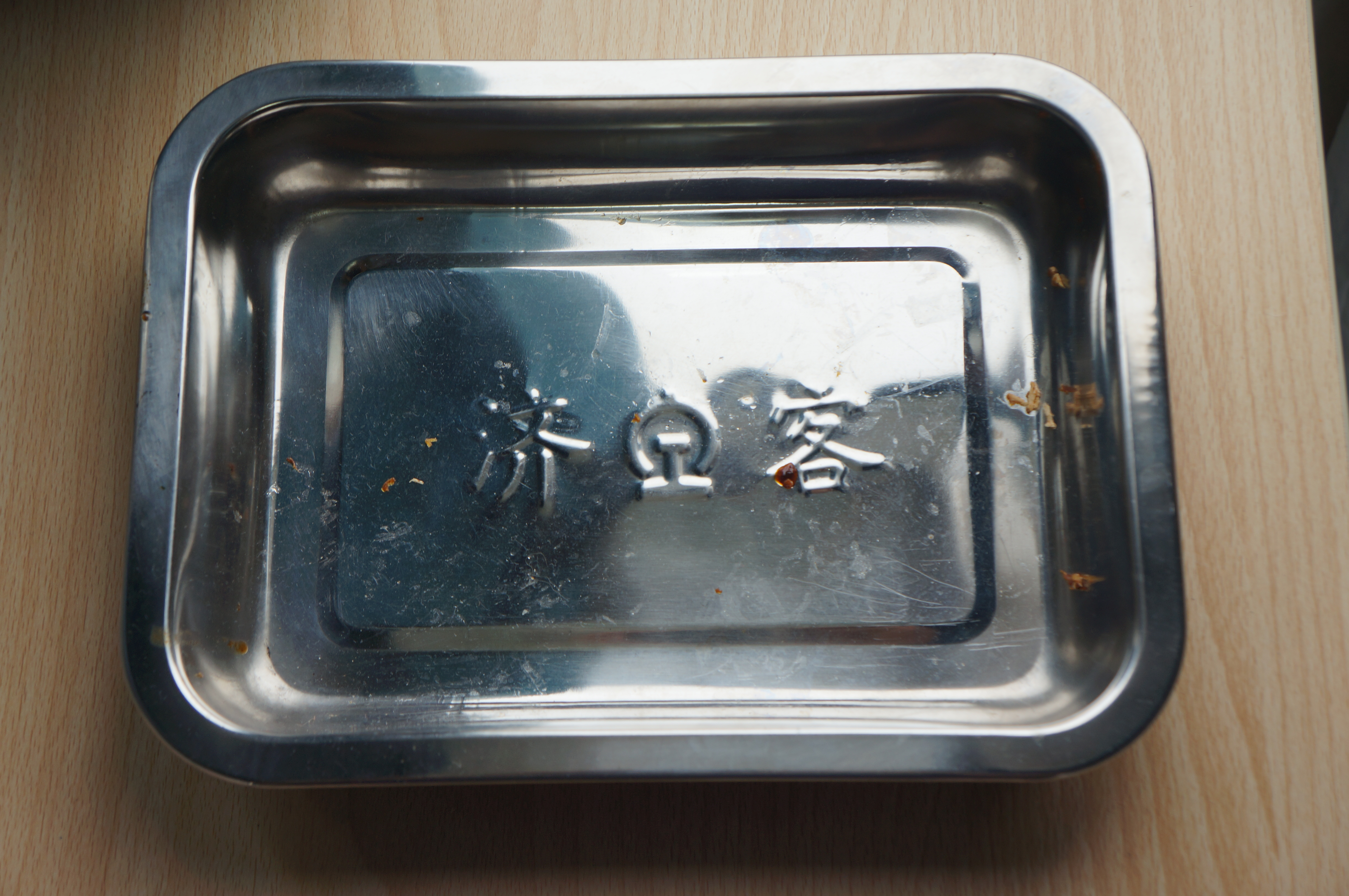
标有济南客运段的简称“济客”字样的金属垃圾盒

1938年1月，日本在天津成立“南满洲铁道株式会社北支事务局”。1938年3月设立济南铁道事务所。1938年6月，济南铁道事务所改称“济南铁路局”。1938年5月19日徐州沦陷，伪济南铁路局设徐州出张所（即办事处）。1939年4月“南满洲铁道株式会社北支事务局”改称“华北交通株式会社”，统管华北铁路、公路和水路，下辖新改制而设的“济南铁路局”等八个铁路局。伪济南铁路局管辖范围：胶济铁路全线、津浦铁路黄河涯至蚌埠、陇海铁路杨集至连云港及管内铁路支线。1945年4月日军将“华北交通株式会社”改称“北支那地方交通团”，“济南铁路局”改称“济南地方交通团”。
1945年8月抗战胜利后，恢复“济南铁路局”名称。1946年3月，国民政府交通部在济南成立津浦区铁路管理局，辖胶济、津浦、石德全线和各支线，局长陈舜畊。
1948年11月，中国人民解放军华东军区济南特别市军事管制委员会在济南成立华东区铁路管理总局。1949年4月，华东区铁路管理总局改称“济南铁路管理局”。1958年10月改称“济南铁路局”。
1993年，济南铁路局进行了工商登记。
2008年初，原济南铁路局徐州枢纽和陇海铁路等山东省外的线路（原徐州铁路分局管内）划归上海铁路局，而烟大铁路轮渡（包括旅顺西站）、邯济铁路党政班子和威海地方铁路局机务段划归济南铁路局。济局在2007年度中国企业500强排名中名列第155，在全国各路局中居于中上。
2012年3月30日任纪善就任济南铁路局局长。前任局长为瞿建明，于2008年10月27日就任，接替被免职的耿志修。2008年间济南铁路局局长两度换人，都是因发生事故而被免职。2008年4月28日膠濟鐵路发生列車相撞事故，4月29日铁道部免去济南铁路局局长陈功的职务，由耿志修接替。2008年10月13日，由济南铁路局济南机务段司机负责带道的CRH5型0号综合检测车执行青岛至徐州的DJ5506次时，因司机的错误操作，列车在膠濟鐵路超速运行3分钟23秒。事故发生后耿志修被免职，由瞿建明接替。
2017年11月4日，经国家工商行政管理总局核准，济南铁路局名称变更为中国铁路济南局集团有限公司（(国)名称变核内字[2017]第5277号）。
2017年11月15日，在国家企业信用信息公示系统中，中国铁路济南局集团有限公司已完成工商登记变更。工商登记变更后，中国铁路济南局集团有限公司仍为中国铁路总公司100%控股的公司，公司由原先的全民所有制企业变成有限责任公司（非自然人投资或控股的法人独资）企业，注册资本由原先的519.34144亿元变更为1416.9059亿元人民币，经营范围增加铁路专用设备及相关工业设备的制造、安装、维修、销售、租赁，保险代理服务，工程总承包及设计、施工、监理和管理服务，旅游服务，广告业，煤炭、矿石批发零售，房地产开发经营和中介等。
2017年11月19日，中国铁路济南局集团有限公司正式挂牌。

## 机构设置

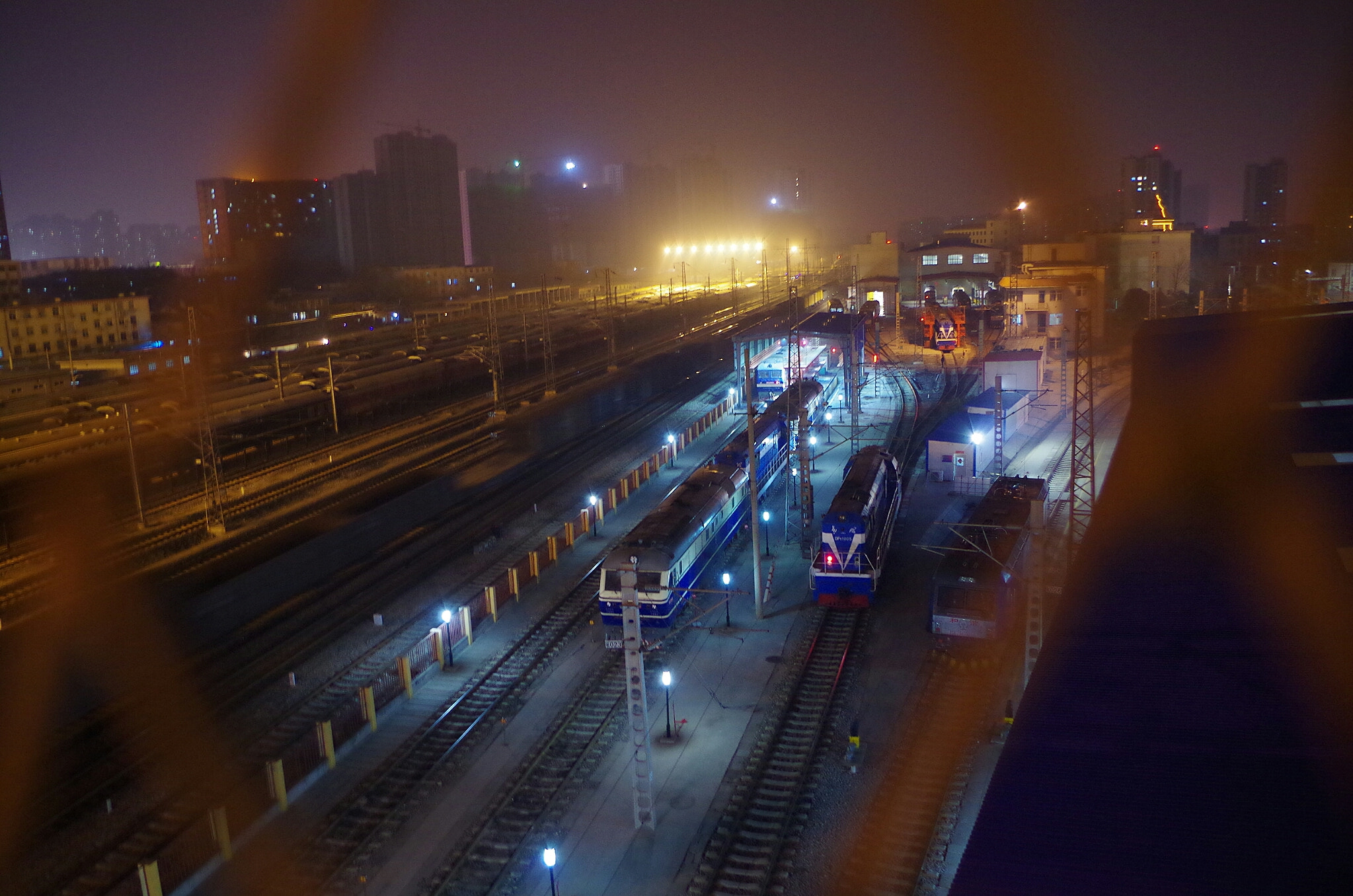
济南站旁的济南机务段

济南局集团设特等站4个，所属济西站为中国十大路网级货运编组站之一。客运段负责管理客运列车乘务人员，担当本局管内的旅客列车的服务（包括内旅客列车乘务工作和餐饮服务）。车务段负责列车运营控制指挥，管辖辖区内的各大小车站、货运和客运的计划和收入、列车的运行监控。临沂车务段辖区包括胶新铁路五莲站至红花站；兖石铁路阮家村站至石臼所站；东平铁路放城至平邑站；枣临铁路新兴站至朱保站。机务段负责存放、维护、检修铁路机车，工作通常包括清洗、加油、加水、检修、除尘等。济局西段下设济南西车间、聊城车间、兖州车间。济局青段下设青岛西车间、青岛车间、临淄车间。济南局集团已撤销的机务段包括：淄博机务段（济局淄段）、兖州机务段（济局兖段）、莱芜机务段（济局莱段）。
中国铁路济南局集团公司设置下列站段（所）：

### 直属站
- 济南站
- 青岛站
- 济西站
- 济南西站
- 日照站

### 机务段
- 济南机务段（济局济段）
- 济南西机务段（济局西段）
- 青岛机务段（济局青段）
- 威海市地方铁路威海机务段（威局威段）

### 客运段

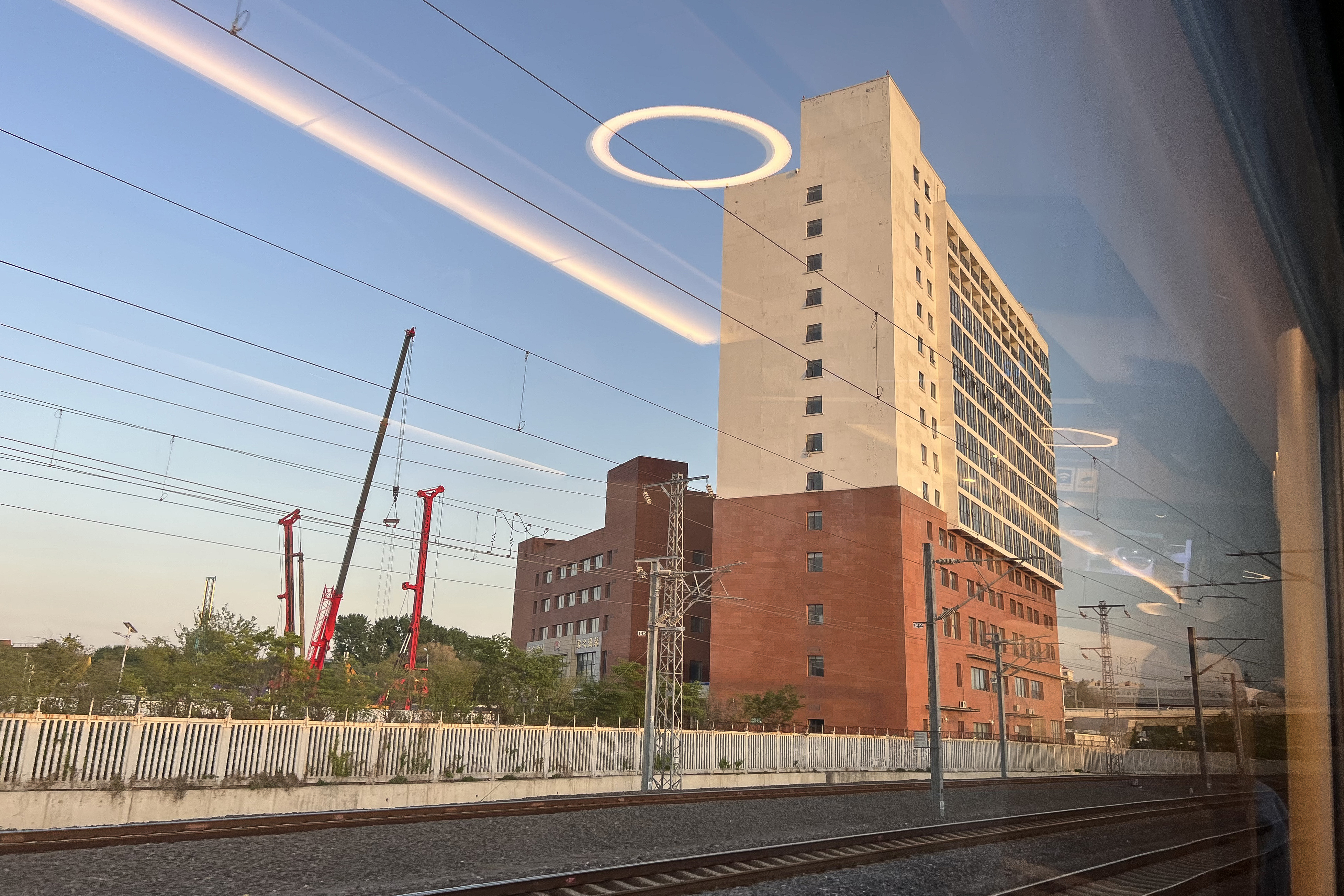
青岛客运段青岛北公寓，门口处标有“海之情”服务商标和“海之情怀、家之温馨”口号

- 济南客运段
- 青岛客运段

### 动车所
- 青島動車运用所（青島）
- 济南動車运用所（济南西）

### 车务段
- 临沂车务段
- 青岛车务段
- 兖州车务段

## 历任领导
济南铁路局
| 局长 - 陈功（？—2008年4月免职） - 耿志修（2008年4月—10月免职） - 瞿建明（2008年10月—2012年3月） - 任纪善（2012年3月—2016年2月） - 王保国（2016年2月—2017年10月） - 王新春（2017年10月—2017年11月） | 党委书记 - 柴铁民（？—2008年4月免职） - 徐长安（2008年4月—2009年） - 吕万金（2009年—2011年） - 任纪善（2011年12月—2012年3月） - 陆海霞（2012年3月—2017年11月） |

中国铁路济南局集团有限公司
| 董事长 - 王秋荣（2017年11月—） | 总经理 - 王新春（2017年11月—） | 党委书记 |

## 管辖范围
中国铁路济南局集团有限公司管辖下列铁路区间：
- 京沪铁路：德州口（与北京铁路局在K371+000交界）~利国口（与上海铁路局在K859+000交界）
- 京九铁路：临清口（与北京铁路局在K372+777交界）~梁堤头口（与郑州铁路局在K650+333交界）
- 京沪高速铁路：德州东口（与北京铁路局交界）~徐州东口（与上海铁路局交界）
- 石济客运专线：平原东口（与北京铁路局交界）
- 胶新铁路：新沂西口（与上海铁路局交界）
- 瓦日铁路：台前口（与郑州铁路局交界）
- 烟大铁路轮渡：旅顺西口（与沈阳铁路局交界）
- 邯济铁路：贾镇口（与北京铁路局交界）
- 新兖铁路：菏泽南口（与郑州铁路局交界）